# San Di Ego (album)
San Di Ego je istoimenski debitantski studijski album ljubljanske hard rock skupine San Di Ego, izdan pri založbi Dallas Records oktobra 2014. Člani skupine pravijo, da pred snemanjem v studiu igranja materiala niso vadili, saj so želeli ustvariti občutek spontanosti.

## Glasba
Pesmi žanrsko spadajo v hard rock zvrst 80-ih let. Vokal Sergeja Škofljanca je včasih podoben vokalu Iana Gilliana, vokalista skupine Deep Purple.
Poleg avtorskih pesmi vsebuje priredbo disko uspešnice "Stayin' Alive" skupine Bee Gees. O tem, kako je priredba te pesmi končala na albumu, je kitarist Matic Ajdič v intervjuju z RTV-SLO rekel: »Na začetku nismo najbolj resno jemali prirejanja, ko smo se lotili te skladbe. Nismo vedeli, ali bo pristala na plošči. Želeli smo vzeti skladbo iz drugega žanra in ko smo jo že imeli posneto, nismo razmišljali, ali jo bomo predstavili. Toda potem smo dobili prve odzive, ki so bili potrditev, da smo naredili dobro priredbo, zato je pristala na albumu.«

## Seznam pesmi
Vsa besedila je napisala skupina San Di Ego, razen kjer je to navedeno.
| Št.             | Naslov                                                 | Dolžina |
| --------------- | ------------------------------------------------------ | ------- |
| 1.              | „Izbrisani‟                                            | 3:33    |
| 2.              | „Sonce je tam kjer si ti‟                              | 5:04    |
| 3.              | „To je to (za ta denar)‟                               | 3:05    |
| 4.              | „Cupata‟                                               | 3:49    |
| 5.              | „Stayin' Alive‟ (Barry Gibb, Robin Gibb, Maurice Gibb) | 4:40    |
| 6.              | „Pompin‟                                               | 3:50    |
| 7.              | „Domina‟                                               | 4:22    |
| 8.              | „Od nebes do pekla (in nazaj)‟                         | 3:12    |
| 9.              | „Naš šef‟                                              | 3:55    |
| 10.             | „Zadnji cent‟                                          | 3:43    |
| Skupna dolžina: | Skupna dolžina:                                        | 39:17   |

## Zasedba
| San Di Ego - Sergej Škofljanec — vokal, akustična kitara, produkcija - Matic Ajdič — kitara, spremljevalni vokal - Martin Rozman — bas kitara, spremljevalni vokal - Jure Doles — bobni | Ostali - Matej Zalar — spremljevalni vokal - Aleš Klinar — spremljevalni vokal - Tadej Vasle — spremljevalni vokal - Vojo Djuran — spremljevalni vokal - Matej Zalar — snemalec, tonski tehnik - Franci Zabukovec — miksanje, mastering |